# فرانس براندس
فرانس براندس (انگلیسی: Frans Brands; ۳۱ مهٔ ۱۹۴۰ – ۹ فوریهٔ ۲۰۰۸) دوچرخه‌سوار اهل بلژیک بود.